# Topoľnica
Topoľnica este o comună slovacă, aflată în districtul Galanta din regiunea Trnava. Localitatea se află la altitudinea de 116 m deasupra n.m., se întinde pe o suprafață de 10,47 km2 și în 2017 număra 821 de locuitori.

## Istoric
Localitatea Topoľnica este atestată documentar din 1307.

## Demografie
| An:                | 1994 | 2004   | 2014   | 2024    |
| ------------------ | ---- | ------ | ------ | ------- |
| Număr de persoane: | 792  | 832    | 816    | 992     |
| Diferență:         |      | +5,05% | −1,92% | +21,56% |

| An:                | 2023 | 2024   |
| ------------------ | ---- | ------ |
| Număr de persoane: | 915  | 992    |
| Diferență:         |      | +8,41% |